# موسونية عريضة
موسونية عريضة (الاسم العلمي:Moussonia ampla) هي نوع من النباتات تتبع جنس الموسونية من الفصيلة الغزنرية.